# Plácido Martín
Plácido Martín (Mejillones, Chile; 24 de marzo de 1894 - Santiago de Chile, Chile; 9 de agosto de 1967) fue un primer actor chileno.

## Carrera
Plácido Martín fue un distinguido primer actor y galán que se lució en varios roles cinematográficos durante la época de oro del cine mudo y sonoro chileno. Su  familia llega a Chile procedente de España, recorre algunas ciudades del norte del país, pero termina por radicarse durante una larga temporada en Buenos Aires, Argentina. Se inicia como barítono en diversas compañías de variedades y zarzuelas. Realiza una gira, y justamente, estando en la ciudad de Antofagasta con el conjunto de María Luisa Blasco, es contratado por la productora Vita Film para actuar en  la comedia de equívocos, Los cascabeles de Arlequín (1927), de Alberto Santana.
En Chile se destacó en el film de 1926, Pueblo chico, infierno grande de  Nicanor de la Sotta, con Ernestina Estay y Evaristo Lillo, en uno de sus mejores papeles en La amarga verdad de Carlos Borcosque, y finalizó su carrera fílmica con El último galope de 1951 junto a Gerardo Grez.
El actor Plácido Martín falleció a los 63 años el 9 de agosto de 1967 por causas naturales.

## Filmografía
- 1926: Pueblo chico, infierno grande.
- 1927: Los cascabeles de Arlequín
- 1927: Cocaína.
- 1928: La señal de la cruz
- 1929: La calle del ensueño.
- 1941: La chica del crillón.
- 1945: La amarga verdad.
- 1945: La casa está vacía.
- 1945: Casamiento por poder.
- 1946: El Padre Pitillo.
- 1946: Sueña mi amor .
- 1946: La dama de la muerte
- 1947: La dama de las  camelias.
- 1947: El amor que pasa.
- 1948: Mis espuelas de plata.
- 1951: El último galope.
- 1951: Uno que ha sido marino.